# (6760) 1980 KM
(6760) 1980 KM (1980 KM, 1986 TF18, 1990 TA5) — астероїд головного поясу, відкритий 22 травня 1980 року.
Тіссеранів параметр щодо Юпітера — 3.329.